# Nestea
Nestea este o marcă elvețiană de ceai cu gheață și băuturi răcoritoare deținută de Nestlé, produsă și distribuită de departamentul de băuturi al Nestlé în Statele Unite și de Beverage Partners Worldwide (BPW), o societate mixtă între The Coca-Cola Company și Nestlé, în restul lumii. Aceasta concurează cu Ceaiul cu gheață Lipton și Fuze Tea de la Unilever/PepsiCo. Nestea oferă o varietate de produse de ceai, inclusiv concentrat de ceai lichid și pudră, ceaiuri răcoritoare și sticle gata de băut, distribuite de vânzători sau prin automatele de vânzare. Băutura vine în mai multe arome, în funcție de țară.
De la începutul anului 2017, Nestlé și Coca-Cola au convenit să pună capăt societății mixte cu ceai cu gheață Nestea, după 16 ani de colaborare. Unul dintre motivele pentru aceasta este faptul că Coca-Cola și Nestlé doresc să urmeze strategii diferite pe o piață în schimbare rapidă. Nestlé va prelua distribuția Nestea în majoritatea țărilor, cu excepția Canadei, Spaniei, Portugaliei, României, Andorrei, Bulgariei și Serbiei, unde Coca-Cola își va păstra licența.
În 2019, Nestea s-a rebranduit ca produs natural. Noua rețetă, lansată de Nestlé după încheierea joint-venture-ului, nu mai conține coloranți și arome artificiale, sirop de porumb și nici ingrediente modificate genetic. În plus, ceaiul cu gheață gata de băut Nestea este făcut cu extract de stevie și poate fi găsit în diferite arome, precum lămâie, zmeură și piersică. Noua rețetă folosește frunze de ceai din Nilgiri, o regiune din India.